# جورج جيرمان، فيكونت ساكفيل الأول
جورج جيرمان، فيكونت ساكفيل الأول (بالإنجليزية: George Germain, 1st Viscount Sackville)، وعضو المجلس الخاص للمملكة المتحدة (26 يناير 1716- 26 أغسطس 1785)، المكنى بالمحترم جورج ساكفيل حتى 1720، واللورد جورج ساكفيل من 1720 إلى 1770 واللورد جورج جيرمان من 1770 إلى 1782، كان جنديًا وسياسيًا بريطانيًا ووزيرًا للخارجية الأمريكية في حكومة اللورد نورث أثناء حرب الاستقلال الأمريكية.
تلقت وزارته الكثير من اللوم بسبب خسارة بريطانيا المستعمرات الأمريكية الثلاثة عشر. اقترن فشله بإصدار تعليمات مفصلة في المسائل العسكرية، مع عدم فهمه جغرافيا المستعمرات أو تصميم المستعمرين، ما قد يبرر هذا الفشل. امتلك مسيرة عسكرية ناجحة على الرغم من أنها انتهت بمحاكمة عسكرية. خدم ساكفيل في حرب الخلافة النمساوية وحرب السنوات السبع، بما في ذلك معركة ميندين الحاسمة. انتهت مسيرته السياسية مع سقوط حكومة الشمال في مارس 1782.

## الخلفية والتعليم
كان ساكفيل الابن الثالث لليونيل ساكفيل، دوق دورست الأول وزوجته إليزابيث، ابنة جنرال اللفتنانت والتر فيليب كوليار. حضر العراب جورج الأول معموديته. تلقى تعليمه في مدرسة ويستمنستر في لندن وتخرج من كلية الثالوث في دبلن في عام 1737. شغل والده منصب اللورد الملازم في أيرلندا بين عامي 1730 و1737 ومرة أخرى من عام 1750 إلى 1755. أثناء وجوده في دبلن، أصبح صديقًا للكاتب الشهير جوناثان سويفت. تعرّف أيضًا على اللورد ليجونير الذي ساعد لاحقًا في حياته المهنية في الجيش.
دخل الجيش بعد ذلك. عُين ساكفيل بمنصب «غراند ماستر» في غراند لودج لأيرلندا في عام 1751، وخدم في هذا المنصب لعامين مقبلين.

## العائلة
تزوج في 3 سبتمبر 1754 من ديانا سامبروك، ابنة جون سامبروك وإليزابيث فورستر. أنجبا ابنين وثلاث بنات، بمن فيهم:
- ديانا ساكفيل (8 يوليو 1756- 29 أغسطس 1814).
- تشارلز ساكفيل (27 أغسطس 1767 - 29 يوليو 1843) الذي غيّر اسمه لاحقًا إلى تشارلز ساكفيل جيرمان.
- جورج ساكفيل (7 ديسمبر 1770 - 31 مايو 1836).
- إليزابيث: تزوجت من عضو البرلمان هنري هربرت.

## المهنة العسكرية المبكرة
بدأ ساكفيل عمله بصفته عقيدًا في فوج الخيل السابع (الذي أصبح لاحقًا الحرس السادس). انتقل في عام 1740 إلى فوج غلوسترشاير فوت أوف كولونيل. أُرسل الفوج إلى ألمانيا من أجل المشاركة في حرب الخلافة النمساوية. في عام 1743. رُقي ساكفيل إلى رتبة كولونيل.

### معركة فونتينوي
خاض معركته الأولى، حيث قاد مشاة دوق كمبرلاند في معركة فونتينوي في عام 1745. وقاد فوجه في عمق الخطوط الفرنسية لدرجة أنه عندما أُصيب وأُسر، نُقل إلى خيمة لويس الخامس عشر. عندما أُطلق سراحه وعاد إلى المنزل، كان من الواجب في اسكتلندا أن يكون عقيدًا في فوج لانكاشير العشرين.
انضم مرة أخرى إلى دوق كمبرلاند في 1747 و1748. أصبح كولونيل من الفوج الأيرلندي السابع وخدم في هولندا. كان هناك انقطاع في مسيرته العسكرية بين الحروب (1750-1755) عندما شغل منصب السكرتير الأول لوالده.
عاد ساكفيل إلى الخدمة العسكرية النشطة خلال حرب السنوات السبع. كان قد عُين في منصب القائد العام في أمريكا الشمالية، الذي مُنح في النهاية إلى إدوارد برادوك الذي قاد قوته إلى كارثة خلال حملة برادوك. رُقي إلى رتبة جنرال في عام 1755، وأعيد إلى الخدمة الفعلية من أجل الإشراف على الذخائر. أُعطي فوجًا رابعًا في عام 1758 وانضم إلى دوق مارلبورو بصفته جنرالًا ملازمًا. أدى اليمين الدستورية لمجلس الملكة الخاص في يناير 1758.

### الإغارة على سان مالو
في يونيو 1758، كان ساكفيل في المركز الثاني بين قادة حملة بريطانية بقيادة مارلبورو التي حاولت القيام بغارة برمائية على سان مالو. بينما فشلت في الاستيلاء على المدينة حسب التعليمات، كانت الغارة ما تزال تعتبر ناجحة إلى حد كبير كعملية تحويل. اعتُبرت غارات المتابعة ضد لوهافر، وكاين والأهداف الأخرى في نورماندي ناجحة، ولكن لم تتم محاولة الهبوط بعد ذلك وعادت القوات إلى الوطن.
انضموا في وقت لاحق من عام 1758 إلى القوات المتحالفة مع دوق فرديناند من برونزويك في ألمانيا، مع إرسال أول فرقة من القوات البريطانية إلى القارة. عندما توفي مارلبورو، أصبح ساكفيل قائدًا للوحدة البريطانية في الجيش، على الرغم من أنه كان ما يزال في منصب القيادة العامة لدوق برونزويك.

## معركة ميندين
تقدمت مشاة البريطانية وهانوفر في معركة ميندين في 1 أغسطس 1759 من المركز بين سلاح الفرسان والمدفعية الفرنسية في هذا القطاع. بدا أنهم دخلوا دون أوامر، حتى إن تشكيلة خط الهجوم صدت هجمات سلاح الفرسان الفرنسي المتكررة، وصمدوا حتى اللحظة الأخيرة، ثم أطلقوا كرة ضخمة عندما وصل المهاجمون إلى بعد عشرة ياردات فقط. عندما بدأ الفرنسيون المتعثرون في التراجع عن مندن، طالب فرديناند بإجراء سلاح الفرسان البريطانيين لغارة مباغتة من أجل إكمال النصر، لكن ساكفيل لم يأذن بتقدمهم. أرسل فرديناند أوامره عدة مرات، ولكن ساكفيل لم يستجب للورد جرانبي، قائد القوة. استمر في منع الإذن من أجل اكتساب المجد وحده. بسبب هذا الإجراء، فُصل وأرسل إلى المنزل. حل محله جرانبي قائدًا للوحدة البريطانية لما تبقى من الحرب.

### المحكمة العسكرية
رفض ساكفيل قبول مسؤولية رفض إطاعة الأوامر. وطلب –بشكل ملح- محاكمة عسكرية بعد عودته لإنجلترا، في عام 1760. أدانته المحكمة، وفرضت واحدة من أغرب الأحكام وأقواها التي صدرت ضد ضابط عام. لم يؤدِ حكم المحكمة إلى إبراء ذمته فحسب، بل قضى بأنه «... غير لائق لخدمة جلالة الملك بأي صفة عسكرية»، ثم أُمر بقراءة حكمه وإدخاله في دفتر مكتوب لكل فوج في الجيش. أزال الملك اسمه من قوائم مجلس الملكة.

## المسيرة السياسية المبكرة
عمل ساكفيل بصفته عضوًا في البرلمان على فترات متعددة منذ عام 1733. وقضى فترات في كل من هيئات دبلن وستمنستر، وخدم فيهما أحيانًا بوقت واحد، لكنه لم يدخل في الجدل السياسي.
شغل منصب السكرتير الأول لأيرلندا بين 1750 و1755، خلال فترة ولاية والده الثانية لوردًا ملازمًا لأيرلندا.
عندما تولى جورج الثالث العرش في عام 1760، بدأ ساكفيل إعادة تأهيله السياسي. لم يبدُ أن هناك تداعيات سلبية على الجمود الأوروبي في حرب السنوات السبع. إذ وفرت الانتصارات على الفرنسيين داخل الإمبراطورية الاستعمارية فرصة لنسيان أحداث الحرب. تسببت صعوبة سداد الديون المترتبة على خوض الحرب فترة غير مستقرة في الوزارات بالإضافة إلى تحولات كبيرة في التحالفات السياسية. أعاده الملك جورج بهدوء إلى قوائم مجلس الملكة الخاص في عام 1765.
كان في البداية تابعًا لفصيل جورج جرينفيل ولكنه اصطف بجانب لورد نورث بشكل كبير، وجعل هذا التحالف رسميًا في عام 1769. ثم في عام 1769، توفيت السيدة إليزابيث جيرمان دون وجود ورثة رسميين، وتركت كل ممتلكاتها، بما في ذلك منزل درايتون في ونورثهامبتونشاير (المأوى الأيرلندي الكبير). لم يحسن هذا وضعه المالي فحسب، بل أعطاه أيضًا الفرصة لاتخاذ هذا الاسم بشكل رسمي. بعد عام 1770، إذ أصبح يعرف باسم اللورد جورج جيرمان.

## وزارة الخارجية

### توليه المنصب
عُين جيرمان وزيرًا للخارجية في أمريكا في 10 نوفمبر 1775، فحل محل اللورد دارتموث في المنصب. في ذلك الوقت، كان لدى حكومة الشمال ثلاثة وزراء خارجية: واحد لأوروبا (الإدارة الشمالية)، وواحد لأمريكا، وواحد لبقية العالم (الإدارة الجنوبية). إلى جانب العلاقات الدولية، كان هؤلاء الأمناء مسؤولون عن قدر كبير من الإدارة الاستعمارية والعمليات العسكرية داخل مناطقهم. جعل هذا جيرمان المسؤول الأول عن قمع التمرد الذي اندلع عام 1775 في المستعمرات. رعى الجنرالات أو أعفاهم، وتولى رعاية اللوازم، وانخرط في التخطيط الاستراتيجي للحرب.

## روابط خارجية
- جورج جيرمان، فيكونت ساكفيل الأول على موقع الموسوعة البريطانية (الإنجليزية)